# Петроселовка (Гадячский район)

Петроселовка (укр. Петроселівка) — село,
Беленченковский сельский совет,
Гадячский район,
Полтавская область,
Украина.
Код КОАТУУ — 5320480408. Население по переписи 2001 года составляло 14 человек.

## Географическое положение
Село Петроселовка находится между сёлами Грипаки и Кияшковское (0,5 км).

## История
- 1870 — дата основания.